# Mystic Tide
Mystic Tide fue una banda de rock de Nueva York, Estados Unidos, formada en 1965 y disuelta en 1967 que se acreditaron la creación de algunos de los primeros éxitos del rock psicodélico. También ha sido llamados una de las mejores bandas de garage rock de mediados de 1960.
El grupo se formó en Long Island y entre 1965 y 1967 lanzaron cuatro sencillos, todos los cuales fueron escritos por el guitarrista del grupo, Joe Docko. Luego de dos años, la banda se separó en 1967 después de poco éxito comercial. 
Muchos años después, en 1991, Docko grabó nuevo material que, junto con tres demos, los cuatro sencillos originales y sus lados B se puso como un álbum recopilatorio lanzado por Distortion Records. Luego en 1994, 25 años después el grupo se había disuelto, Distortion Records lanzó Solid Sound/Solid Ground, un álbum recopilatorio de todo el material de la banda hasta ese momento.

## Miembros
- Joe Docko - vocales (1965 - 1967)
- Paul Picell - guitarra (1965 - 1967)
- Jim Thomas - bajo (1965 - 1967)
- John Wilham - batería (1965 - 1967)

## Discografía

### Sencillos
- "Stay Away"/"Why" (Esquire 4677) (1965)
- "Mystic Eyes"/"I Search For A New Love" (Esquire 719/720) (1966)
- "Frustration"/"Psychedelic Journey Part 1" (Solid Sound WB 156/7) (1966)
- "Running Through The Night"/"Psychedelic Journey Pt 2" (Solid Sound 158/9) (1967)
- "Mystery Ship"/"You Won't Look Back" (Solid Sound 321/2) (1967)

### Álbumes recopilatorios
- E-Types vs. Mystic Tide LP (Eva EVA 12037) 1983
- It Comes Now LP (Distortions DB 1006) 1991
- Solid Sound/Solid Ground (Distortions DR 1006) 1994[3]